# François Mitterrand : un dessein, un destin
François Mitterrand : un dessein, un destin est un essai biographique écrit par l'ancien ministre et secrétaire général de l'Élysée Hubert Védrine, actuellement président de l'Institut François Mitterrand. Cet ouvrage est le 483e titre dans la collection « Découvertes Gallimard ».

## Présentation
Le président François Mitterrand a connu une vie mouvementée, romanesque aussi, qui attire aussi bien les commentateurs, les biographes que les Français. Une vie qui a ses grandeurs et ses zones d'ombre, marquée par une longue marche d'opposant de gauche et une longue expérience présidentielle. Pour lui, la victoire repose d'abord sur cette conviction que pour vaincre, la gauche doit savoir rester elle-même « qu'elle n'oublie pas que sa famille, c'est toute la gauche. »
Dans sa présentation, Hubert Védrine précise que, malgré tous les aléas, les difficultés politiques et les vicissitudes qu'il a traversées, François Mitterrand a su forger l'union de la gauche, et « a poursuivi son dessein avec ténacité à travers vents et marées jusqu'à en faire un destin. » 
Hubert Védrine, qui l'a bien connu, nous entraîne dans son sillage, apportant sa vision sur la destinée d'un homme qui a marqué l'Histoire de son temps.
Il a précisé son objectif lors d'une interview à France-Culture : « J'ai conçu ce Mitterrand comme une biographie synthétique lisible par tous. J'ai cherché à restituer le déroulement d'une vie et l'accomplissement d'un extraordinaire destin, [...] Naturellement je donne de lui une vision positive, qui correspond à ce que j'ai vécu et, je pense, à la réalité historique. » 

## Structure
1. De Jarnac au gouvernement
2. Un Rastignac républicain
3. La longue marche du leader de la gauche
4. Mitterrand président !
5. Second septennat
6. Après...

## Réception critique
Pour Les Échos, il s'agit d'un « petit opuscule » synthétique où les illustrations prennent plus d'importance que le texte. Christian Rioux, dans Le Devoir, estime qu'il s'agit d'une hagiographie traditionnelle.